# 料甸街道
料甸街道，是中华人民共和国黑龙江省哈尔滨市阿城区下辖的一个街道办事处，位于阿城区东北。
2017年9月13日，黑龙江省民政厅批复同意撤销料甸镇，设立料甸街道办事处。
2012年4月23日，黑龙江省民政厅批复同意撤销料甸满族乡，设立料甸镇，并将镇政府驻地由烈火村迁移至新乡村。

## 行政区划
料甸街道下辖以下地区：
烈火村、北红村、万兴村、宝山村、南红村、海沟村、西华村、新发村、红新村、胜新村、联胜村、东胜村、民生村、联合村和新乡村。